# Richfield, Quận Wood, Wisconsin
Richfield là một thị trấn thuộc quận Wood, tiểu bang Wisconsin, Hoa Kỳ. Năm 2010, dân số của thị trấn này là 1.592 người.